# Jack Charlton
John "Jack" Charlton OBE (født 8. maj 1935 i Ashington, England, død 10. juli 2020 i Northumberland) var en engelsk fodboldspiller, der som midterforsvarer på det engelske landshold var med til at vinde guld ved VM i 1966. Han deltog desuden ved EM i 1968 og VM i 1970. Han er storebror til en anden fodboldspiller og verdensmester, Bobby Charlton.
På klubplan tilbragte Charlton hele sin 21 år lange aktive karriere hos Leeds United, som han nåede at spille over 750 ligakampe for. Han var med klubben med til at vinde både det engelske mesterskab, FA Cuppen og Liga Cuppen.
Efter sit karrierestop var han i en årrække træner. Han stod i spidsen for både Middlesbrough F.C., Sheffield Wednesday og Newcastle United, men var mest kendt for sine ni år som ansvarlig for Irlands landshold. Her førte han holdet frem til både EM i 1988, VM i 1990 samt VM i 1994.